# Палатинский мост
Палати́нский мост (итал. Ponte Palatino; также известен как Англи́йский мост (итал. Ponte Inglese)) ― мост через реку Тибр в Риме, Италия. Соединяет набережную Авентино и набережную Рипа. Располагается в районах Рима Рипа и Трастевере.

## Название
Своё название Палатинский мост берёт от Палатинского холма, на склонах которого располагается Палатинский дворец. Название «Английский» мост получил из-за левостороннего движения по нему, которое распространено в Соединённом Королевстве.

## Описание
Палатинский мост соединяет Бычий форум с площадью Кастеллани и располагается перед островом Тибериной. Металлическая поверхность моста опирается на пять каменных колонн. Сооружение достигает в длину 155 метров и используется преимущественно для автомобильного движения.

## История
Мост был спроектирован архитектором Анжело Весковали и был построен в 1886―1890-х годах вместо частично разрушенного Эмилиева моста (также известного как «Сломанный мост» (итал. Ponte Rotto)). Под руководством Весковали один из пролётов Эмилиева моста был демонтирован в 1887 году, чтобы освободить место под строительство Палатинского моста, таким образом Эмилиев мост сохранил только один свой пролёт и после окончания строительства начал примыкать к современному мосту.